# Vervoeging van onregelmatige Nederlandse werkwoorden
In taalkundige terminologie zijn onregelmatige werkwoorden werkwoorden die bij vervoeging een andere vorm aannemen dan de standaardvorm. Met die regels is het mogelijk om ieder regelmatig werkwoord te vervoegen met als verdere kennis alleen de werkwoordsstam (of infinitiefvorm). Zie voor verdere toelichting Basisvormen van Nederlandse werkwoorden.

## Andere betekenissen
In grammaticaonderwijs worden ook wel de synoniemen sterke werkwoorden (onregelmatige werkwoorden) en zwakke werkwoorden (regelmatige werkwoorden) gebruikt. Een nog ingewikkeldere terminologie is die waarin de twee eigenschappen “regelmatigheid” en “sterkte”/“zwakte” een specifiekere betekenis hebben. Deze overige (niet-taalkundige) categorieën zijn abstracties die alleen relevant kunnen zijn binnen een theoretische context van studie van de Nederlandse grammatica of voor onderwijsdoeleinden.

## Onregelmatige werkwoorden in de Nederlandse taal

### Eigenschappen (theoretisch)
- Van sommige werkwoorden is er zowel een regelmatige als een onregelmatige vervoeging. Beide zijn bruikbaar voor productie van grammaticale zinnen, maar deze verschillen zijn vaak wel stilistisch relevant.
- Sommige Nederlandse werkwoorden worden onregelmatig vervoegd in alle combinaties van “persoon” met één “tijd”.
  - De werkwoorden in één deelverzameling worden alleen onregelmatig vervoegd wanneer ze in verleden tijd en/of voltooide tijd worden gezet. De stam van het werkwoord bevat een klinker, die verandert als het werkwoord in verleden tijd wordt gezet. En als het werkwoord in voltooide tijd wordt gezet, wordt er een suffix -en aan toegevoegd.
  - De werkwoorden in een andere deelverzameling (hebben, zijn, kunnen, zullen, mogen, willen) worden (ook) onregelmatig vervoegd in andere tijden.
- Sommige werkwoorden (bijvoorbeeld hebben) worden alleen onregelmatig vervoegd in specifieke “persoon”-“tijd”-combinaties.

### Schematisch overzicht

#### Opmerkingen vooraf
- In gevallen waarin zowel een regelmatige als een onregelmatige vervoeging voorkomt, staan de regelmatige vormen schuin gedrukt.
- In de tabel zijn ook sommige veelgebruikte gereduceerde vormen van de persoonlijke voornaamwoorden opgenomen.
- In de tabel zijn alleen die onregelmatige werkwoorden opgenomen die onregelmatig worden vervoegd naar tijd.
- Ondanks regelmatige vervoeging van werkwoorden, wordt volgens een spellingsregel het suffix -t alsnog weggelaten onder invloed van de woordvolgorde van de zin waarin het werkwoord staat, als de tweede persoon enkelvoud 'jij' of 'je' achter de persoonsvorm staat. Zie ook: Inversie (taalkunde). Een voorbeeld hiervan:

"Begrijp je dit?" (en niet "Begrijpt je dit?"). Let wel: bij de tweede persoon 'u' en 'gij' blijft de -t gehandhaafd: "Begrijpt u dit?"
|                        |                                          | hebben       | hebben     | zijn/wezen   | zijn/wezen | kunnen          | kunnen     | zullen          | zullen     | mogen        | mogen      | willen       | willen         |
|                        | persoon (persoonlijke voornaamwoorden)   | tegenw. tijd | verl. tijd | tegenw. tijd | verl. tijd | tegenw. tijd    | verl. tijd | tegenw. tijd    | verl. tijd | tegenw. tijd | verl. tijd | tegenw. tijd | verl. tijd     |
| ---------------------- | ---------------------------------------- | ------------ | ---------- | ------------ | ---------- | --------------- | ---------- | --------------- | ---------- | ------------ | ---------- | ------------ | -------------- |
| Enkelvoud              | 1ste persoon ("ik")                      | heb          | had        | ben          | was        | kan             | kon        | zal             | zou        | mag          | mocht      | wil          | wilde wou      |
| Enkelvoud              | 2de persoon ("jij", "je")                | hebt         | had        | bent         | was        | kunt * kan      | kon        | zult * zal      | zou        | mag          | mocht      | wilt * wil   | wilde wou      |
| Enkelvoud              | 2de persoon (bij inversie) ("jij", "je") | heb je       | had        | ben je       | was        | kun je * kan je | kon        | zul je * zal je | zou        | mag je       | mocht      | wil je       | wilde wou      |
| Enkelvoud              | 2de persoon ("u")                        | hebt * heeft | had        | bent * is    | was        | kunt * kan      | kon        | zult * zal      | zou        | mag          | mocht      | wilt * wil   | wilde wou      |
| Enkelvoud              | 2de persoon ("gij", "ge")                | hebt         | hadt       | zijt         | waart      | kunt            | kondt      | zult            | zoudt      | moogt        | mocht      | wilt         | wilde(t) woudt |
| Enkelvoud              | 3e persoon ("hij", "zij", "ze", "het")   | heeft        | had        | is           | was        | kan             | kon        | zal             | zou        | mag          | mocht      | wil          | wilde wou      |
| Meervoud               | ("wij", "we", "jullie", "zij", "ze")     | hebben       | hadden     | zijn         | waren      | kunnen          | konden     | zullen          | zouden     | mogen        | mochten    | willen       | wilden wouden  |
| tegenwoordig deelwoord |                                          | hebbend      |            | zijnd        |            | kunnend         |            | zullend         |            | mogend       |            | willend      |                |
| voltooid deelwoord     |                                          |              | gehad      |              | geweest    |                 | gekund     |                 | (gezuld)   |              | gemogen    |              | gewild         |